# Meldesche Röhre

Meldesche Röhre Gesamtansicht

Meldesche Röhre Detailansicht

Die Meldesche Röhre (auch als Meldesches Capillarbarometer bekannt) ist ein Instrument, das in der Physik eingesetzt wird, um den Zusammenhang zwischen dem Volumen und dem Druck von Gasen (Gesetz von Boyle-Mariotte) und um den Zusammenhang zwischen dem Volumen und der Temperatur von Gasen (Gesetz von Charles) zu messen.
Heute wird die Meldesche Röhre nahezu vollständig durch das ähnlich funktionierende Gasthermometer ersetzt, da dieses ein größeres eingeschlossenes Volumen aufweist und dementsprechend eine höhere Messgenauigkeit besitzt.

## Funktionsweise
Die Meldesche Röhre besteht aus einem Glasrohr mit einem kapillaren Innendurchmesser, das teilweise mit Quecksilber gefüllt ist. Die Glasröhre ist an einem Ende zugeschmolzen und mit einer millimetergenauen Maßskala hinterlegt. Die untere Phase besteht aus Luft, die darüber liegende aus Quecksilber.
Die Gewichtskraft der Quecksilbersäule sorgt für einen Druck, der neben dem Luftdruck zusätzlich auf die eingeschlossene Luftsäule wirkt. Die Quecksilbersäule muss lang genug sein, um einen so starken Druck aufzubauen, dass die Messung präzise ablesbar ist. Wenn man nun den Druck variiert, während man die Temperatur und die Stoffmenge konstant lässt, kann man mit der Meldeschen Röhre den funktionalen Zusammenhang zwischen dem Druck und der Länge der Luftsäule bestimmen und damit auch indirekt den Zusammenhang mit dem Volumen.
Um die Relation zwischen der Temperatur und dem Volumen festzustellen, wird die Meldesche Röhre bei konstantem Druck und konstanter Stoffmenge erhitzt. Durch die höhere Temperatur der Luftsäule dehnt diese sich aus, sodass man den funktionalen Zusammenhang zwischen der Länge, damit indirekt auch den Zusammenhang zwischen dem Volumen und der Temperatur feststellen kann.

## Didaktische Bedeutung
Die Meldesche Röhre findet heute vor allem noch im Physikunterricht (Sie ist Bestandteil der Physiksammlung der KRÖNCKE Dr. H. OHG.) Anwendung, da sie mit relativ wenig Aufwand präzise und auswertbare Messungen liefert.
So können die Schülerinnen und Schüler mit Hilfe der Meldeschen Röhre leicht an wissenschaftliche Methoden (Messauswertungen, bestimmen funktionaler Zusammenhänge etc.) herangeführt werden.